# کراسنا وس
کراسنا وس (به چکی: Krásná Ves) یک منطقهٔ مسکونی در جمهوری چک است که در ناحیه ملادا بولسلاو واقع شده‌است.